# Грефенталь
Грефенталь (нім. Gräfenthal) — місто в Німеччині, розташоване в землі Тюрингія. Входить до складу району Заальфельд-Рудольштадт. Складова частина об'єднання громад Шифергебірге.
Площа — 36,45 км2. Населення становить 1878 ос. (станом на 31 грудня 2021).

## Галерея

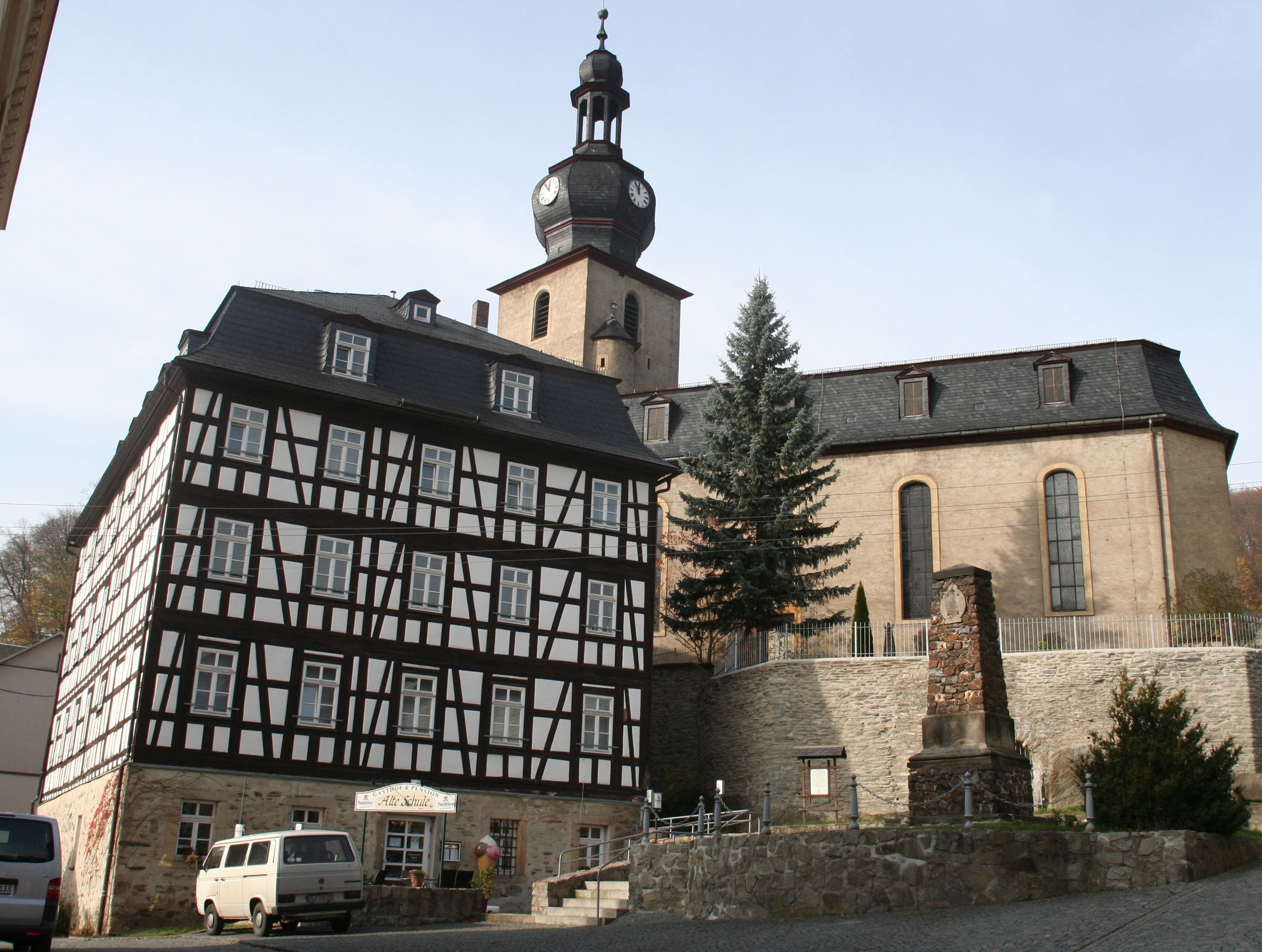
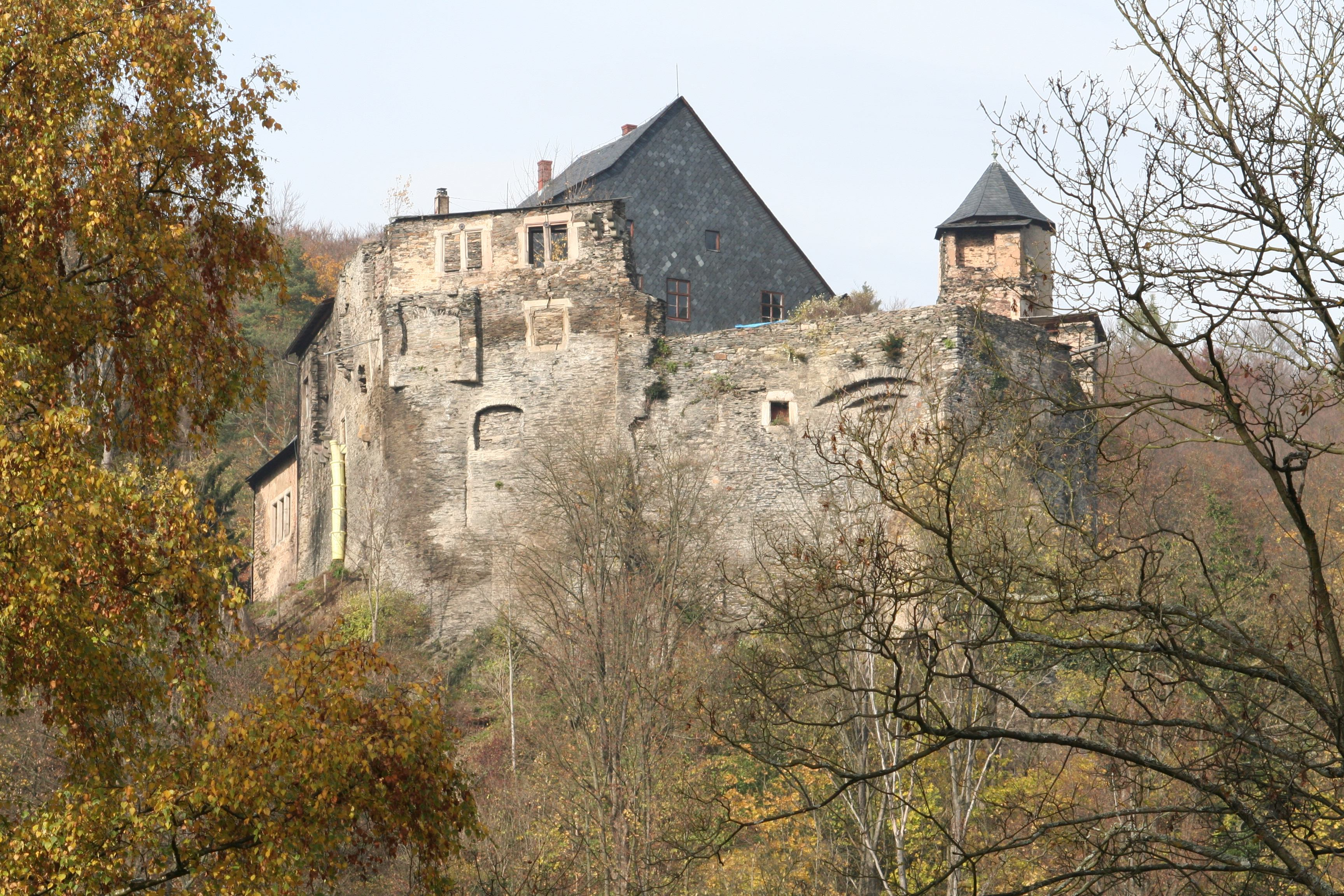
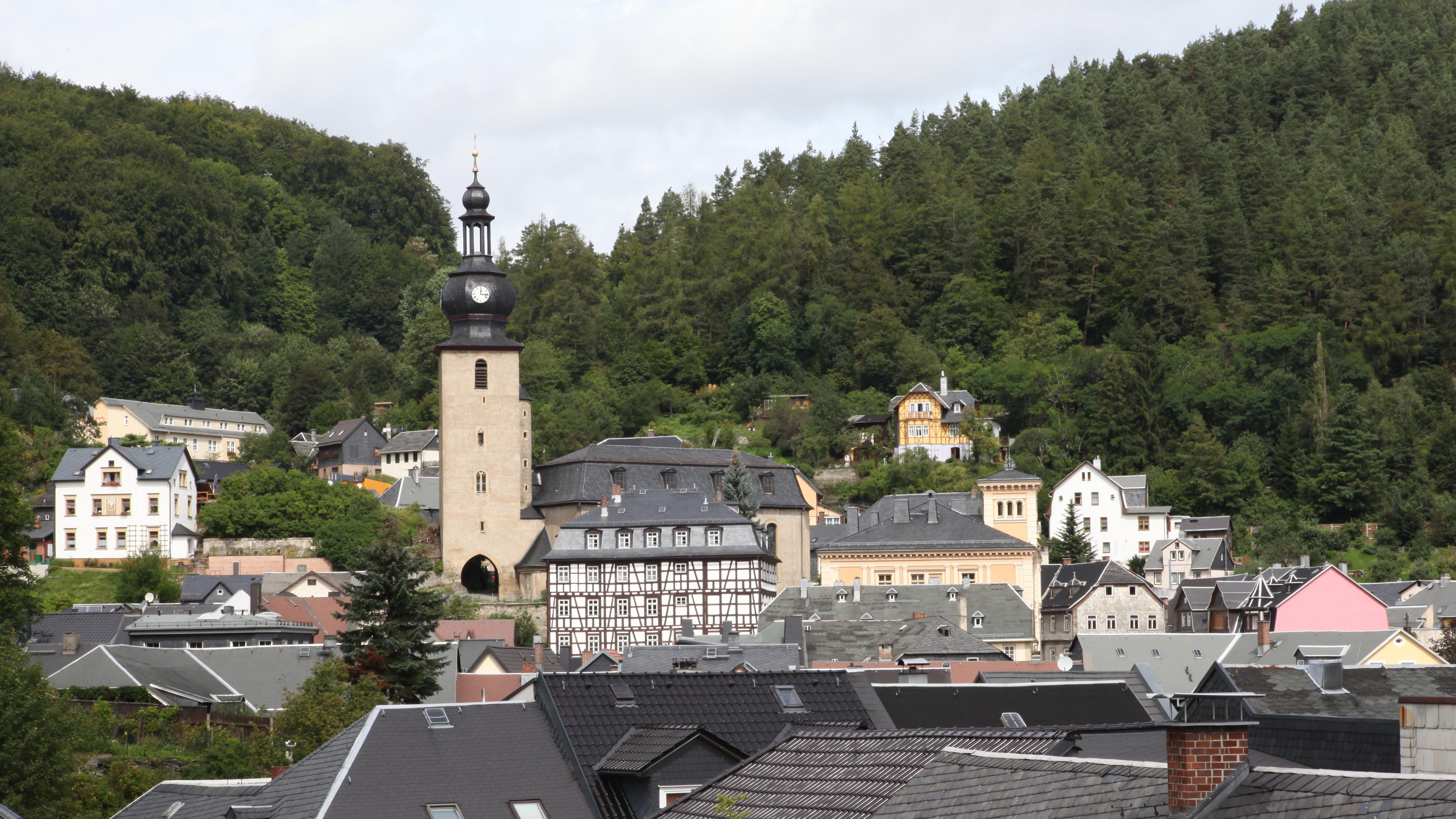